# Epecuenia thoatherioides
Epecuenia thoatherioides és una espècie extinta de mamífer litoptern de la família dels proterotèrids que visqué a Sud-amèrica durant el Miocè superior, fa entre 6,8 i 9 milions d'anys. Se n'han trobat restes fòssils a les províncies argentines de Buenos Aires i La Pampa. Es tracta de l'única espècie reconeguda del gènere Epecuenia. Era més o menys igual de gros que el toateri i, igual que aquest últim, tenia les potes esveltes. Tanmateix, se'n diferencia pel major desenvolupament dels metàpodes. El nom genèric Epecuenia es refereix a la llacuna d'Epecuén, mentre que el nom específic thoatherioides significa ‘semblant al toateri’.